# 치명도수: RESET
치명도수: RESET(致命倒數, RESET, 중국어: 逆时营救)는 중국에서 제작된 창감독 감독의 2017년 SF, 드라마, 액션 영화이다. 양미 등이 주연으로 출연하였고 박은경 등이 제작에 참여하였다.
중국에서 2017년 6월 29일 개봉하였다.

## 출연

### 주연
- 양미
- 곽건화

### 조연
- 금사걸
- 류창
- 장예한
- 왕리단

## 제작진
- 각색: 김상만
- 프로듀서: 이종석
- 프로듀서: 신아름
- 프로듀서: 탄주훼이
- 제작팀장: 이나리
- 제작팀장: 임승진
- 제작팀장: 문도선
- 제작실장: 손문성
- 제작팀: 이푸름
- 제작팀: 서민석
- 제작팀: 박보경
- 제작팀: 윤준희
- 제작팀: 윤정효
- 제작팀: 신정인
- 제작팀: 신민수
- 제작팀: 김영욱
- 제작팀: 신재욱
- 제작지원: 박유경
- 제작지원: 안희진
- 제작지원: 조민수
- 제작지원: 한대진
- 제작회계: 정우정
- 조명: 유석문
- 키그립: 강상협
- 조연출: 송병기
- 스크립터: 김주연
- 동시녹음: 한철희
- 붐오퍼레이터: 양준모
- 붐오퍼레이터: 윤찬헌
- 사운드디자인: 최태영
- 음악지원: 신수연
- 음악지원: 박병준
- 작곡: 방준석
- 작곡: 임미란
- 작곡: 이지향
- 작곡: 강미미
- 작곡: 최혜인
- 작곡: 손민영
- 작곡: 최유미
- 미술: 조화성
- 미술: 박재현
- 미술팀: 옥나리
- 소품팀: 허현우
- 특수분장: 황효균
- 특수분장: 곽태용
- 특수소품: 조성상
- 특수소품: 조명
- 특수소품: 유종한
- 특수효과: 홍장표
- 시각효과: 최영주
- 시각효과: 김대준
- 분장: 성소원
- 분장팀: 홍채린
- 의상: 최의영
- 현장편집: 왕성익
- 스탠딩배우: 이연주
- 스탠딩배우: 김나온
- 스탠딩배우: 임선우
- 스탠딩배우: 김지나
- 스탠딩배우: 안수호
- 스탠딩배우: 화영진
- 연출팀: 박종균
- 연출팀: 권지윤
- 연출팀: 장수현
- 연출팀: 박운
- 연출팀: 장정권
- 연출팀: 한민수
- 연출팀: 황진호
- 촬영기사: 김우승
- 촬영기사: 여경보
- 촬영팀: 김용민
- 촬영팀: 이정원
- 촬영팀: 문상일
- 촬영팀: 박진수
- 촬영팀: 류승규
- 촬영팀: 정재훈
- 촬영팀: 유인선
- 촬영팀: 이경수
- 조명팀: 류시문
- 조명팀: 백형삼
- 조명팀: 조현진
- 조명팀: 김기한
- 조명팀: 김현식
- 조명팀: 임수열
- 조명팀: 함승오
- 조명팀: 신지용
- 조명팀: 박세동
- 조명팀: 유승혁
- 무술: 박정률
- 사운드믹싱: 강혜영
- 사운드믹싱: 정수정
- 사운드믹싱: 황원하
- 사운드믹싱: 박민지
- 사운드믹싱: 김병인
- 사운드믹싱: 김송이
- 사운드믹싱: 장찬우
- 사운드믹싱: 김동준
- 사운드믹싱: 예은지
- 감제: 성룡
- 디지털색보정: 박진호
- 디지털색보정: 윤석일
- 디지털색보정: 장지윤
- 디지털색보정: 김재민
- 디지털색보정: 나준석
- 디지털색보정: 정혜리
- 디지털색보정: 장영칠
- 디지털색보정: 정원석
- 디지털색보정: 안원철
- 디지털색보정: 손성주
- 디지털색보정: 김기문
- 디지털색보정: 손상균
- 디지털색보정: 최문희
- 디지털색보정: 정종길
- 3D컨버팅: 박영환
- 3D컨버팅: 이주국
- 3D컨버팅: 신상호
- 3D컨버팅: 김지혜
- 3D컨버팅: 이국
- 3D컨버팅: 이효진
- 3D컨버팅: 이시훈
- 3D컨버팅: 연미선
- 3D컨버팅: 유종엽
- 3D컨버팅: 강수정
- 3D컨버팅: 손현수
- 3D컨버팅: 김도연
- 3D컨버팅: 이세나
- 3D컨버팅: 엄태준
- 3D컨버팅: 박성민
- 3D컨버팅: 곽규혁
- 3D컨버팅: 조예지
- 3D컨버팅: 이주환
- 3D컨버팅: 김예지
- 3D컨버팅: 이재일
- 3D컨버팅: 양주의
- 3D컨버팅: 김경애
- 3D컨버팅: 김보영
- 3D컨버팅: 임종호
- 3D컨버팅: 이지윤
- 3D컨버팅: 조정명
- 3D컨버팅: 김진선
- 3D컨버팅: 엄준영
- 3D컨버팅: 차민지
- 3D컨버팅: 박민지
- 3D컨버팅: 김명형
- 3D컨버팅: 김유림
- 3D컨버팅: 박천훈
- 3D컨버팅: 강수민
- 3D컨버팅: 임예림
- 3D컨버팅: 강병주
- 3D컨버팅: 권승훈
- 3D컨버팅: 조명은
- 3D컨버팅: 조진웅
- 3D컨버팅: 박세종
- 3D컨버팅: 김경수
- 3D컨버팅: 송민관
- 3D컨버팅: 최성찬
- 3D컨버팅: 김지현
- 3D컨버팅: 정준선
- 3D컨버팅: 정민기
- 3D컨버팅: 오가영
- 3D컨버팅: 고동민
- 3D컨버팅: 곽자은
- 3D컨버팅: 박정근
- 3D컨버팅: 김희진
- 3D컨버팅: 배진욱
- 3D컨버팅: 송화섭
- 3D컨버팅: 박효진
- 3D컨버팅: 강동혁
- 3D컨버팅: 신지혜
- 3D컨버팅: 이민석
- 3D컨버팅: 조희진
- 3D컨버팅: 최원준
- 3D컨버팅: 박상민
- 3D컨버팅: 권기현
- 3D컨버팅: 김기일
- 3D컨버팅: 이재희
- 3D컨버팅: 안효빈
- 3D컨버팅: 이주연
- 3D컨버팅: 임경민
- 3D컨버팅: 조수은
- 3D컨버팅: 김해송
- 3D컨버팅: 김용정
- 3D컨버팅: 오성준
- 3D컨버팅: 이재희
- 3D컨버팅: 최세진
- 3D컨버팅: 신세일
- 3D컨버팅: 이현철
- 3D컨버팅: 박해진
- 3D컨버팅: 곽현경
- 3D컨버팅: 김정혁
- 3D컨버팅: 차재희
- 3D컨버팅: 김연진
- 데이터슈퍼바이저: 조희대
- 의상팀장: 이종경
- 무술팀: 김철준
- 무술팀: 김정민
- 무술팀: 모상범
- 무술팀: 민지민
- 무술팀: 이현우
- 무술팀: 조제웅
- 무술팀: 유하나
- 무술팀: 김미진
- 무술팀: 권순호
- 무술팀: 김태환
- 무술팀: 권혁석
- 무술팀: 김현이
- 무술팀: 최지명
- 무술팀: 김주용
- 무술팀: 김용진
- 무술팀: 정지상
- 무술팀: 김수영
- 무술팀: 박태기
- 무술팀: 황진모
- 무술팀: 김대성
- 무술팀: 박용균
- 무술팀: 김정섭
- 무술팀: 고상현
- 무술팀: 안용우
- 분장팀장: 민소현
- 헤어팀장: 정으뜸
- 분장지원: 김현지
- 헤어진행: 김활란
- 헤어진행: 김주희
- 헤어진행: 박지영
- 헤어진행: 추경옥
- 헤어진행: 지구
- 의상팀: 김순주
- 의상팀: 윤나연
- 의상지원: 구승하
- 의상지원: 문채원
- 생활제편: 전혜민
- 생활제편: 황경애
- 생활제편: 김지수
- 차량담당: 조용걸
- 차량담당: 왕자열
- 차량담당: 류성철
- 스토리보드: 조용익
- 스테디캠: 여경보
- 스테디캠보조: 김상곤
- 그립팀장: 전승환
- 그립팀: 강석민
- 그립팀: 강두원
- 그립팀: 이용제
- 촬영장비: 류준상
- 촬영장비: 한수영
- 촬영장비: 정진수
- 스콜피오암: 이학송
- 스콜피오암: 이상조
- 스콜피오암: 이성준
- 드론촬영: 김승호
- 드론촬영: 이민재
- 드론촬영: 신혜주
- 스콜피오미니헤드: 황용근
- 슈팅카: 노승회
- 데이터매니저: 조신영
- 데이터매니저: 김태경
- 데이터매니저: 윤수희
- 데이터지원: 김경희
- 데이터지원: 송슬이
- 데이터지원: 최지원
- 통역: 전혜민
- 통역: 박보경
- 통역: 황경애
- 통역: 김지수
- 통역: 송다영
- 조명B팀: 김영석
- 조명B팀: 이준호
- 조명B팀: 이상문
- 조명B팀: 이형준
- 조명B팀: 이정호
- 조명B팀: 정승훈
- 조명B팀: 곽형섭
- 조명B팀: 박진아
- 조명B팀: 황하나
- 조명B팀: 정익중
- 발전차: 이동주
- 발전차: 박천수
- 추가발전차: 이동화
- 추가발전차: 이수남
- 조명장비: 강동식
- 녹음장비: 이병하
- 특수차량: 나수일
- 소품차량: 한재환
- 소품차량: 우완식
- 소품차량: 이종영
- 소품사진촬영: 손수경
- 피팅사진촬영: 박지현
- 와이어크레인: 임동후
- 응급구조: 신승호
- 응급구조: 장정택
- 애니메이션제작: 이규승
- 애니메이션제작: 곽승재
- 애니메이션제작: 권용진
- 촬영버스: 이규섭
- 외국인출연자: 조상아
- 외국인출연자: 황순성
- 외국인출연자: JERRY PARK
- 캐스팅지원: 박시현
- 캐스팅지원: 김용곤
- 캐스팅지원: 이종민
- 캐스팅지원: 최호림
- 식당차: 송휘욱
- 식당차: 김태수
- 식당차: 정화자
- 프리비즈제작: 윤동현
- 프리비즈제작: 우승지
- 프리비즈제작: 박정순
- 프리비즈제작: 권태혁
- 시각효과팀: 김용현
- 스토리보드: 조왕익
- 매니저부문: 윤준철
- 매니저부문: 임혜영
- 매니저부문: 조혜성
- 매니저부문: 육현수
- 매니저부문: 남현지
- 매니저부문: 김원진
- 매니저부문: 장윤아
- 매니저부문: 김형완
- 매니저부문: 신건호
- 보조출연: 장현진
- 번역: 전혜민
- 번역: 박보경
- 번역: 송다영
- 보험: 장영재
- 로케이션지원: 김종현
- 로케이션지원: 이승의
- 로케이션지원: 김윤재